# Джон Гартвіг
Джон Гартвіг (англ. John F. Hartwig; нар. 7 серпня 1964, Елмгурст, Іллінойс) — американський хімік. Іменний професор Каліфорнійського університету в Берклі.
Гартвіг здобув ступінь A.B. у Принстонському університеті в 1986, та Ph.D. з хімії у Каліфорнійському університеті в Берклі в 1990.

## Кар'єра
- 1984: General Electric Дослідження та розробка, Schenectady, NY
- 1985: Monsanto Japan Ltd., Кавачі, Японія
- 1986—1989: Університет Каліфорнії (Берклі), Берклі, Каліфорнія, викладач аспірантури.
- 1990—1992: Массачусетський технологічний інститут, Кембридж, штат Массачусетс Американська асоціація ракових захворювань, докторант.
- 1992—1996: Єльський університет, Нью-Гейвен, доцент хімії.
- 1996—1998: Єльський університет, Нью-Гейвен, доцент хімії.
- 1998—2004: Єльський університет, Нью-Гейвен, професор хімії.
- 2004—2006: Єльський університет, Нью-Гейвен, штат Коннектикут Ірене Дюпон, професор хімії
- 2006—2011: Університет Іллінойсу в Урбана-Шампейн, Іменний (Кеннет Л. Рейнхарт-молодший), професор хімії.
- 2011 — сьогодення: Національна лабораторія ім. Лоуренса в Берклі, старший науковий співробітник Берклі
- 2011 — сьогодення: Каліфорнійський університет, Берклі, іменний (Генрі Рапопорт) професор хімії.

## Доробок
- John F. Hartwig: Synthesis and reactivity of compounds containing ruthenium-carbon, -nitrogen, and -oxygen bonds. Thesis (Ph.D.), University of California, Berkeley, 1990
- John F. Hartwig: Organotransition Metal Chemistry. From Bonding to Catalysis. University Science Books, Mill Valley, California 2010, ISBN 1-891389-53-X, ISBN 978-1-891389-53-5 (Überarbeitung des Lehrbuchs von James P. Collman u. a.: Principles and Applications of Organotransition Metal Chemistry. University Science Books, Mill Valley, California 1980, ISBN 0-935702-03-2, ISBN 0-19-855703-5; 2. Auflage 1987)

## Нагороди та визнання
- 1992: Премія нового факультету (Фонд Дрейфуса)
- 1993: Премія молодим професорам (DuPont)
- 1994: Премія молодого дослідника (Національний науковий фонд)
- 1996—1998: Стипендія Слоуна[en]
- 1997: Премія Камілла Дрейфуса для викладачів (Фонд Дрейфуса)[1]
- 1998: Премія Eli Lilly (Eli Lilly and Company)
- 1998: Дослідницька премія Артура Коупа (Американське хімічне товариство)[2]
- 2003: Leo Hendrik Baekeland Award[de] (Американське хімічне товариство, секція Нью-Джерсі)
- 2004: Премія з синтетичної органічної хімії (IUPAC, Thieme Medical Publishers[en])[3]
- 2004: Лігандська премія (Сольвіас)
- 2004: Science Spotlight Award (Chemical Abstracts Service)
- 2005: Член Американської асоціації сприяння розвитку науки
- 2006: Премія ACS з органометалевої хімії[4]
- 2007: Sackler-Preis[de]
- 2007: Премія молодого дослідника «Тетраедр» з органічного синтезу (Elsevier)[5]
- 2008: Премія Пола Нельса Ріландера[de] (Товариство каталізу органічних реакцій)
- 2008: Міжнародна премія за каталіз (Міжнародна асоціація товариства каталізу)[6]
- 2008: Премія Мукайяма, (Японське товариство синтетичної органічної хімії)
- 2009: Наукова премія за каталіз Mitsui Chemicals, Японія[7]
- 2009: Премія Джозефа Чатта[de], (Королівське хімічне товариство)[8]
- 2009: Премія Едварда Мака, Університет штату Огайо
- 2009: Премія MERIT Національний інститут охорони здоров'я США
- 2010: Дослідницька премія GlaxoSmithKline
- 2012: член Національної академії наук США
- 2013: Премія Герберта К. Брауна за творчі дослідження в синтетичних методах (ACS)[9]
- 2013: Лектор ACS Catalysis з розвитку каталітичної науки[10]
- 2014: Янсенська фармацевтична премія премія за творчість в органічному синтезі
- 2015: член Американської академії мистецтв і наук
- 2015: Медаль Вілларда Гіббза (Американське хімічне товариство, Чиказька секція)[11]
- 2018: Премія століття (Королівське хімічне товариство)[12]
- 2018: Премія Тетраедр[en]
- 2019: Премія Вольфа (спільно зі Стівеном Бухвальдом)[13]
- 2020: Clarivate Citation Laureates (спільно зі Стівеном Бухвальдом)
- 2021: Премія імені Артура Коупа